# ポンティ・スル・ミンチョ
ポンティ・スル・ミンチョ（伊: Ponti sul Mincio）は、イタリア共和国ロンバルディア州マントヴァ県にある、人口約2,300人の基礎自治体（コムーネ）。

## 地理

### 位置・広がり

#### 隣接コムーネ
隣接するコムーネは以下の通り。括弧内のVRはヴェローナ県、BSはブレシア県所属を示す。
- モンツァンバーノ
- ペスキエーラ・デル・ガルダ (VR)
- ポッツォレンゴ (BS)
- ヴァレッジョ・スル・ミンチョ (VR)

### 気候分類・地震分類
気候分類では、zona E, 2377 GGに分類される。
また、イタリアの地震リスク階級 (it) では、zona 2 (sismicità media) に分類される。